# Vähä Karppajärvi
Vähä Karppajärvi är en sjö i kommunen Ikalis i landskapet Birkaland i Finland. Arean är 8 hektar och strandlinjen är 2,08 kilometer lång.  Den  ingår i Kumo älvs huvudavrinningsområde.  Sjön ligger omkring 48 kilometer nordväst om Tammerfors och omkring 210 kilometer nordväst om Helsingfors. 
I sjön finns ön Leppisaari. Vähä Karppajärvi ligger nordväst om Iso Karppajärvi. 